# Páirc Tailteann
Páirc Tailteann è uno stadio irlandese della Gaelic Athletic Association, situato a Navan, nella contea di Meath. Ospita le partite di calcio gaelico e hurling delle franchige che rappresentano la contea stessa. Ha una capienza di 25000 posti e in esso si tengono le finali della contea. I premi a disposizione, in tale occasione, sono la Jubilee Cup per l'hurling e Keegan Cup per il calcio gaelico. È tuttora in atto un riammodernamento dell'impianto, che include l'installazione di un tabellone elettronico (che sarà sostituito dal vecchio manuale solo in caso di guasti) e dalla costruzione di un impianto adeguato per l'illuminazione artificiale.